# Trisateles consonalis
Trisateles consonalis là một loài bướm đêm trong họ Erebidae.